# Teología del cuerpo

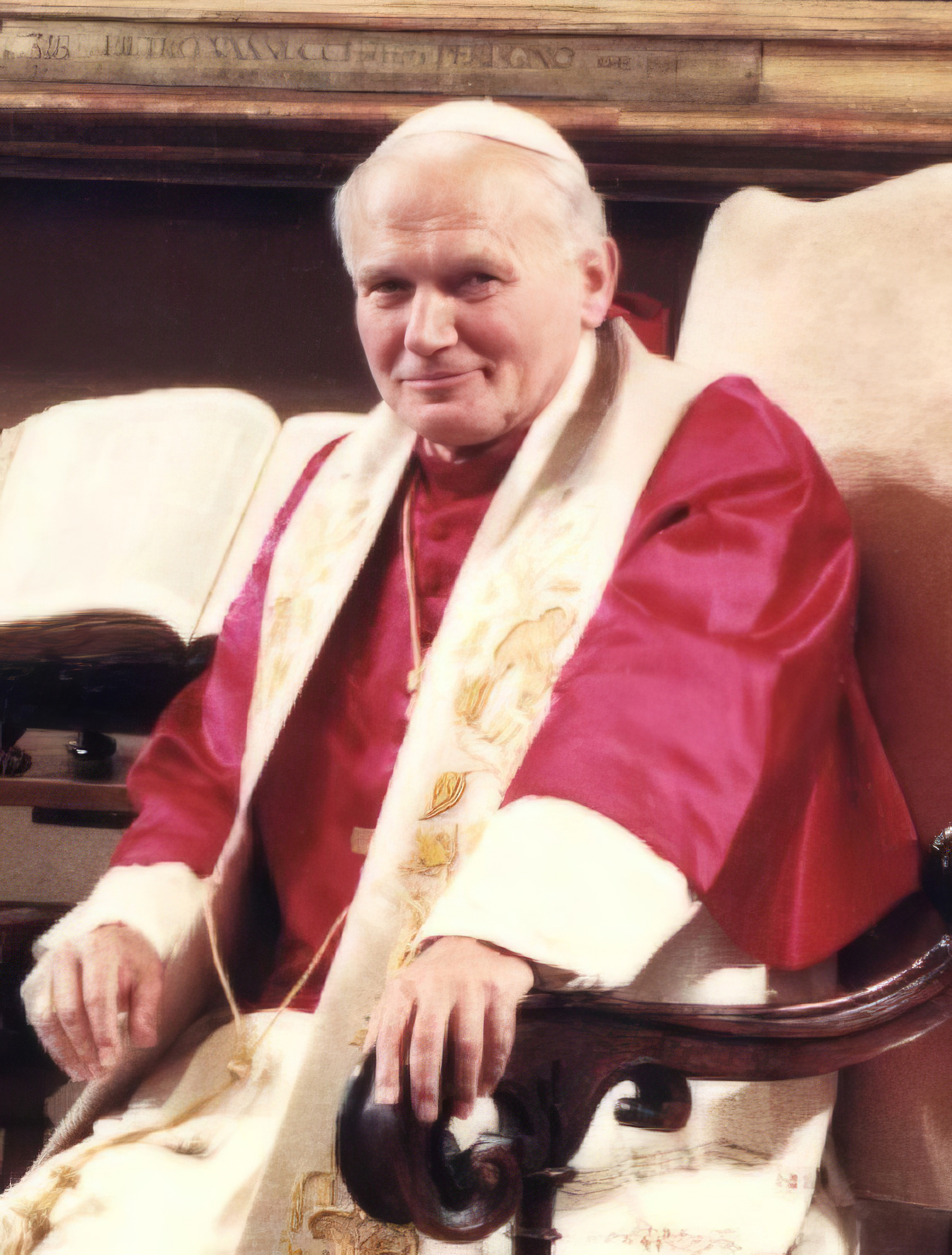
Papa Juan Pablo II, impulsor de la Teología del Cuerpo

La Teología del cuerpo es el título  conjunto de una serie de 129 catequesis dadas por el papa Juan Pablo II durante sus audiencias de los miércoles entre septiembre de 1979 y noviembre de 1984. Sus textos completos fueron más tarde compilados y publicados como una única obra: La teología del cuerpo: El amor humano en el plan divino o bien en varios tomos:Varón y mujer, La redención del corazón, El matrimonio
El punto de partida es la creación: el ser humano ha sido plasmado constitutivamente como varón y mujer. En la reflexión sobre esa idea, llega a una visión integral que permite una respuesta adecuada al problema del matrimonio y de la procreación. Por tanto, se trata de establecer lo que Juan Pablo II llama una “antropología integral” o mejor una teología del cuerpo.

## Organización
Todas estas catequesis están divididas en seis ciclos. El primero se titula "El principio" y consta de 23 catequesis. El segundo ciclo, llamado "La redención del corazón", consta de 40 catequesis. El tercero se llama "La resurrección de la carne" (9 catequesis). El cuarto, "La virginidad cristiana", tiene 14 catequesis. El quinto se titula "El matrimonio cristiano", con 27 catequesis. El sexto, "Amor y fecundidad", fue desarrollado en 16 catequesis.
Tres son los temas principales tratados. En primer lugar la así llamada antropología teológica que el Papa llama "antropología adecuada" o "teología del cuerpo": su método y sus conclusiones. No se trata de una antropología dualista, cuando se habla de cuerpo se habla de toda la persona humana manifestada en la concreción de su cuerpo. El segundo tema es el matrimonio y su sacramentalidad. El tercero consiste en exponer los contenidos de la Humanae Vitae pero profundizándolos a la luz de la antropología teológica anteriormente considerada.
El apartado sobre la "antropología adecuada" está dividido a su vez en tres secciones que son reflexiones a partir de textos del evangelio y que reflejan tres momentos de la historia del hombre:

a. El origen del hombre y su inocencia según el designio de Dios.

b. El hombre caído por el pecado y redimido por Cristo.

c. El hombre resucitado o "escatológico" en su situación definitiva.
Los puntos a los que san Juan Pablo II dedica mayor atención son dilucidaciones sobre el significado de la soledad inicial del hombre, la unidad originaria de hombre y mujer, y la desnudez sin pudor. Todo ello sirve de base para afirmar el profundo significado esponsal que el cuerpo humano tiene.

## Metodología
La intención del Papa Juan Pablo II es configurar una antropología adecuada por medio de una reflexión teológica (por sus fuentes) y filosófica (por el método fenomenológico empleado) sobre la corporeidad. 
La definición de antropología adecuada la ofrece en una catequesis:

Aquella que busca comprender e interpretar al hombre en lo que es esencialmente humano [...] Este concepto determina el principio mismo de reducción, propio de la filosofía del hombre, indica el límite de este principio, e indirectamente excluye que se pueda traspasar ese límite [...] Se basa en la experiencia esencialmente humana, oponiéndose al reduccionismo de tipo naturalista, que normalmente va junto con la teoría evolucionista que investiga los orígenes del hombre
Catequesis XIII

Por tanto dos son los principios metodológicos: la así llamada "reducción" (que el Papa opone al "reduccionismo") y la búsqueda de lo que es "la experiencia esencialmente humana". Según el Cardenal Cafarra la noción de "reducción" hay que ir a buscarla en obras anteriores del Papa como Persona y acto y es esencialmente un método que tras una inducción intenta dar una explicación de sus conclusiones o según una expresión usada con posterioridad por el Pontífice: "ir del fenómeno al fundamento".
En cuanto a los llamados "significados permanentes" de la experiencia esencialmente humana es el conocimiento que el hombre tiene de sí mismo -por propia experiencia- trasladado al conocimiento que uno tiene de su propio ser persona humana en cuanto participa del ser hombre. Con estos elementos y a partir del análisis de otras obras filosóficas de Karol Wojtyła, Carlo Caffarra ofrece una definición de antropología adecuada:

Antropología adecuada es aquella que comprende e interpreta al hombre en aquello que es esencialmente humano, captando los significados permanentes de la existencia humana mediante la experiencia de aquello en lo que se expresa la persona humana y usando el principio de reducción

Huelga decir que el método, aunque con bases filosóficas, es teológico: la Revelación es el punto de partida  para cada reflexión y en especial Cristo que "manifiesta el hombre al hombre mismo y le da a conocer su altísima vocación".

## Ciclos de Catequesis

### Primer ciclo: El principio
El "principio" a dilucidar es el del origen o forma original. Parte de la reflexión sobre el texto de Mt 19, 3ss y las narraciones sobre la creación del hombre (cf. Gn 1, 26-31 y Gn 2, 7-25) para mostrar la vida del hombre antes del pecado y el designio divino en relación con él pues a ese "principio" se refiere Jesús:

¿No habéis leído que al principio el Creador los hizo hombre y mujer?
Mt 19, 4

Así, el Papa presenta esa mención al principio no sólo como un recuerdo de una situación sino también un reclamo que tiene consecuencias morales. Trata de la "soledad" y de la "desnudez originaria" (de acuerdo con la segunda narración de la creación del hombre). El hombre se separa completamente de los animales: se siente solo ante o con ellos (cf. Gn 2). De ahí la creación de la mujer que introduce un doble modo de ser persona: masculinidad y feminidad. Se requieren mutuamente, recíprocamente, interiormente en orden a una comunión de personas.
El Papa afirma que la unidad de la carne -que se da en el acto conyugal- por un lado "expresa" una superación siempre nueva del límite de la soledad al asumir la soledad del cónyuge como propia y, por otro lado, expresa y revive el misterio de la creación cuando el hombre estaba solo: si unidos son una sola carne esa carne vuelve a estar sola. 
Así se entiende también la ausencia de pudor: El hombre es consciente de ser sujeto (soledad primera) que está llamado a entrar en una comunión interpersonal y por eso ve al otro como persona, como parte de su comunión, la misma mirada crea comunión. Ve el cuerpo con su significado esponsal. La persona humana es "ser-don" y esto lo expresa hasta en su propio cuerpo. Por tanto, su identidad más profunda la expresa en el acto conyugal que es un don de amor libre y gratuito.
Todo esto implica reafirma el significado procreativo de todo acto sexual. Los esposos al estar unidos como una sola carne reclaman con su soledad la presencia de "otro" que es el hijo al que tal relación puede dar lugar. Cristo, al citar la página de la creación en relación con el matrimonio restablece la norma y recupera el sentido esponsal del cuerpo.

### Segundo ciclo: La redención del corazón
En el segundo ciclo de catequesis la reflexión del Papa Juan Pablo II se trasladó a otro texto evangélico: el de la extensión del adulterio (cf. Mt 5, 27-28) a la luz de toda la Biblia y de la historia de la salvación. 
Tal aclaración de Jesús sobre el alcance del adulterio llama sobre toda una comprensión del estado del hombre tras la caída y el modo en que la concupiscencia se introdujo en la vida del hombre. La concupiscencia es la contradicción del significado esponsal del cuerpo. Tal mirada reduce al otro al sólo aspecto del sexo entendido como satisfacción de la propia sensualidad. El cuerpo es visto no como expresión de toda la persona y su capacidad de donarse sino como objeto de placer o de uso. Sin embargo, un error de comprensión que lleva a esa mirada significa también que la misma persona no se considera adecuadamente a sí misma, pues tampoco ve que su propio cuerpo tiene ese significado esponsal.
La naturaleza de este error es de orden teológico: parte del poner en duda el Don mismo que acaeció con el pecado original, la sospecha de Dios. Al caer la confianza, cae también la relación inicial de comunión de personas.
A la concupiscencia se opone la virtud de la pureza y a ella dedica el Papa las últimas catequesis del ciclo. La pureza es vista como redención del cuerpo y forma de una nueva y total donación al otro. También se trata el tema del cuerpo en el arte y en la publicidad.

### Tercer ciclo: La resurrección de la carne
Según recuerda Jesús, en la resurrección los hombres serán perfectamente personas porque verán a Dios. El Papa recuerda las conclusiones de los ciclos anteriores, en especial la del significado esponsal del ser hombre y del ser mujer que indica la vocación de la persona humana al don, al darse que será pleno tras la resurrección de los cuerpos. De ahí que tras recordar el diálogo de Jesús con los saduceos se detenga en el capítulo 5 de la epístola a los efesios: el amor esponsal es una participación del amor que Dios tiene por el hombre y más precisamente del amor de Cristo por su Iglesia. Así el matrimonio es redención del cuerpo porque le da la posibilidad de volverse a poner en el plano de su sentido y significado como don de amor.

Cuando se niega o simplemente se olvida la verdad profunda del acto conyugal en su simultáneo ser acto de amor interpersonal y de cooperación con Dios creador, el llegar a existir de la persona humana o sería debida a una casualidad o debida a una ciega necesidad o simplemente obra del hombre
Card. Carlo Caffarra, introducción del libro Uomo e donna

Así, entre los significados originarios que el Papa se había propuesto iluminar, se encuentra el del significado esponsal del cuerpo.

### Cuarto ciclo: La virginidad cristiana
Jesús al decir "al inicio" (cf. Mt 5, 27.28), es decir, en el origen, recuerda también al hombre la verdad del cuerpo y su naturaleza de don. De ahí se presenta la virtud de la pureza como sustancia misma del ethos de la redención del cuerpo. La pureza para Juan Pablo II implica continencia, dominio de la propia concupiscencia pero también y mediante ésta restablecer el sentido y vivencia del propio cuerpo como don personal. La pureza -siempre según estas catequesis- connota el modo de ser propio de la persona, en el que se realiza el significado esponsal del cuerpo y de esa manera se expresa la libertad del don. Así la pureza es también una pedagogía de la entrega de sí.

### Quinto ciclo: El matrimonio cristiano
Las reflexiones del Papa Juan Pablo II parten de un texto de san Pablo (Ef 5, 22-33): el matrimonio ha de ser entendido sí, primero como parte de un plan originario de Dios pero luego también a la luz de la redención y como cumplimiento del amor de Cristo por la humanidad, por la Iglesia. En esa relación se fundamenta la sacramentalidad del matrimonio pero también su "grandeza" -según la expresión del Apóstol- que lo lleva a una superioridad particular en relación con los demás sacramentos:

el matrimonio, como sacramento primordial, es asumido e insertado en la estructura integral de la nueva economía sacramental, que surge de la redención en forma, diría, de «prototipo»: es asumido e insertado como desde sus mismas bases. [...] Reflexionando bien sobre esta dimensión, habría que concluir que todos los sacramentos de la Nueva Alianza encuentran, en cierto sentido, su prototipo en el matrimonio como sacramento primordial.
Catequesis 20 de octubre de 1982

Los demás sacramentos establecen una relación con Cristo o la perfeccionan. En cambio, el matrimonio es en sí una figura de esa misma relación y toma también de él su sentido "redentivo": repone el sentido originario del cuerpo y de la soledad, tratados anteriormente.

### Sexto ciclo: Amor y fecundidad
El Papa Juan Pablo II recuerda explícitamente las enseñanzas de la encíclica Humanae Vitae iluminándolas con las reflexiones desarrolladas en las catequesis anteriores:

El acto conyugal «significa» no sólo el amor, sino también la fecundidad potencial, y por esto no puede ser privado de su pleno y adecuado significado mediante intervenciones artificiales. En el acto conyugal no es lícito separar artificialmente el significado unitivo del significado procreador, porque uno y otro pertenecen a la verdad íntima del acto conyugal: uno se realiza justamente con el otro y, en cierto sentido, el uno a través de otro. Así enseña la Encíclica (cf. Humanæ vitæ, 12). Por lo tanto en este caso el acto conyugal, privado de su verdad interior, al ser privado artificialmente de su capacidad procreadora, deja también de ser acto de amor.
Catequesis del 22 de agosto de 1984

El acto conyugal ha de ser de una entrega completa sin que nada de los esposos quede fuera: la anticoncepción artificial limita sustancialmente tal donación pues deja fuera parte del bien de la feminidad o masculinidad.